# Ulf Björlin

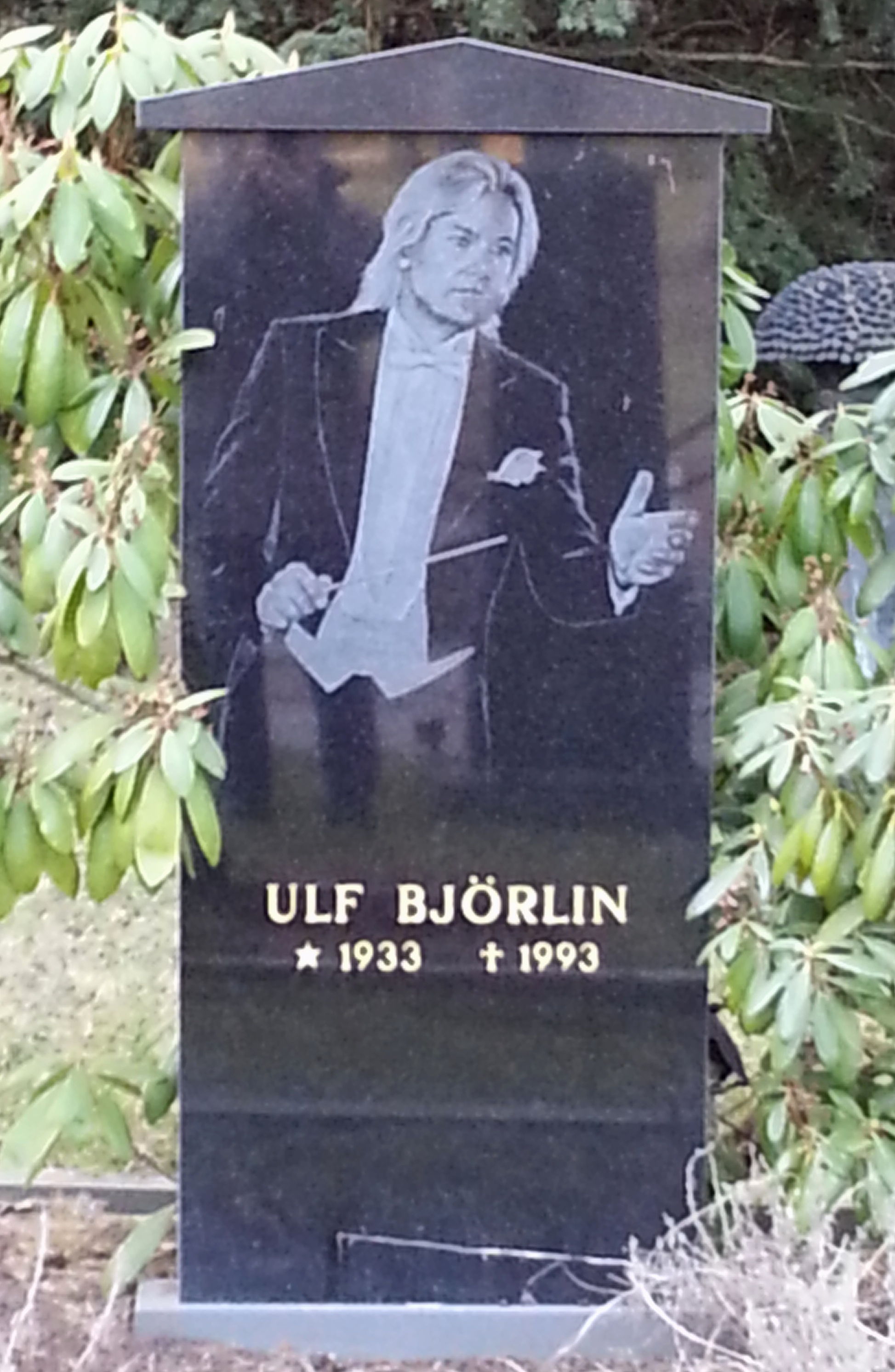
Grabstein von Ulf Björlin

Ulf Björlin (* 21. Mai 1933 in Stockholm; † 23. Oktober 1993 in Palm Beach, Florida, USA) war schwedischer Komponist, Arrangeur und Dirigent.
Björlin studierte in Salzburg und Paris. Er arbeitete für die Königliche Oper in Stockholm. Ab dem Jahr 1962 komponierte er für das Schwedische Radio Musik für Filme und Fernsehproduktionen, darunter Musik zu den Filmen von Ferien auf Saltkrokan nach Geschichten von Astrid Lindgren. Im Jahr 1977 zog er in die USA und leitete dort das Florida Philharmonic Orchestra und das Palm Beach Symphony Orchester. Björlin komponierte etwa 100 Werke und arrangierte zahlreiche Werke für Orchester. Er starb im Alter von 60 Jahren an Leukämie in West Palm Beach und wurde auf dem Norra begravningsplatsen in Solna, Schweden bestattet. Ulf Björlin war verheiratet und hat drei Töchter und drei Söhne.

## Filmografie (Auswahl)
- 1963: Die Reise (Det går an)
- 1964: Ferien auf der Kräheninsel (Vi på Saltkråkan) (Fernsehserie)
- 1965: Zusammen mit Gunilla (Tills. med Gunilla månd. kväll o. tisd.)
- 1964: Der verwunschene Prinz (Tjorven, Båtsman och Moses)
- 1965: Das Trollkind (Tjorven och Skrållan)
- 1966: Die Seeräuber (Tjorven och Skrållan)
- 1966: Syskonbädd 1782 (Geschwisterbett) (Syskonbädd 1782)
- 1967: Glückliche Heimkehr (Skrållan, Ruskprick och Knorrhane)
- 1972: Mats-Peter
- 1993: Das Ende einer großen Liebe (Elvira Madigan)